# Francis Ysidro Edgeworth
Pour les articles homonymes, voir Edgeworth.
Francis Ysidro Edgeworth (8 février 1845 – 13 février 1926) est un économiste et avocat irlandais. Universitaire reconnu, il est titulaire de la chaire d'économie à l'université d'Oxford de 1891 à 1922, et assure la vice-présidence de la Royal Economic Society. Il fait partie des plus importants représentants de l'École néoclassique.

## La psychologie mathématique selon Edgeworth

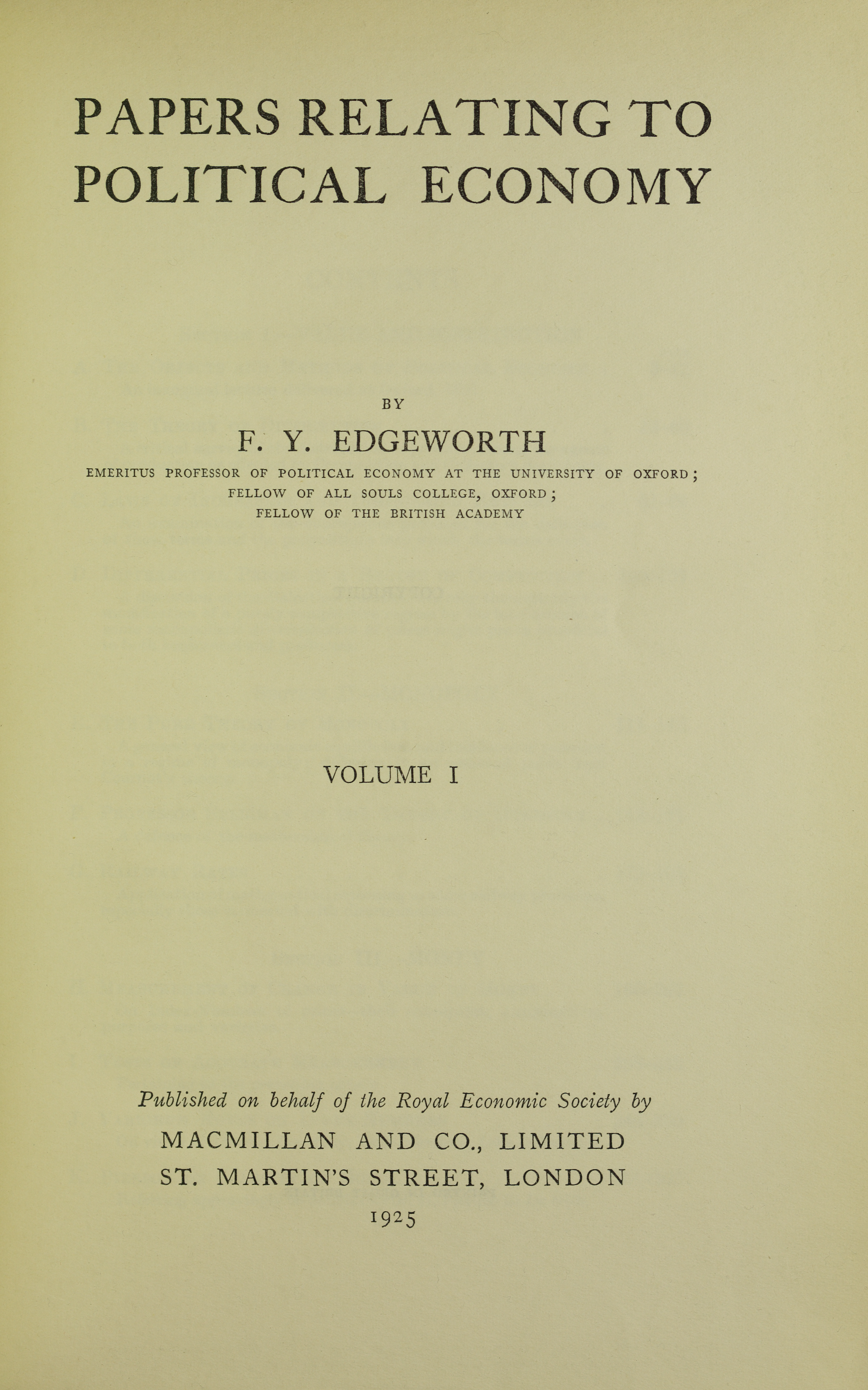
Papers relating to political economy, 1925

Dans son ouvrage maître, Mathematical psychics, an Essay on the application of Mathematics to the Moral Sciences (publié en 1881), Edgeworth n'hésite pas à recourir au raisonnement mathématique.

### La courbe d'indifférence
Il est notamment l'inventeur de la «courbe d'indifférence» en microéconomie. Une courbe d'indifférence est le lieu géométrique qui représente les diverses combinaisons de deux biens qui offrent à un consommateur donné le même niveau d'utilité (iso-utilité).
Ce concept conduira plus tard Vilfredo Pareto et Irving Fisher à construire la « carte d'indifférence », censée définir entièrement pour un individu et un temps donné, son système de préférence. ( Cette carte étant composée d'un ensemble de courbes d'indifférence).

### La boite d'Edgeworth
La boîte d'Edgeworth permet de représenter une répartition de ressources entre deux agents, dotés chacun de leurs cartes d'indifférence, représentées dans un rectangle selon des axes inversés.

## La démarche contractuelle

### La courbe des Contrats
Elle correspond à l'ensemble des points où l'on ne peut satisfaire davantage l'un des deux consommateurs précédents sans que l'autre soit lésé.

### L'approche contractuelle
Edgeworth affirme que la négociation et la renégociation des contrats conduisent progressivement les parties prenantes vers un accord où l'utilité totale est la plus grande. Cette approche sera reprise par John Rawls dans sa réflexion éthique (A Theory of Justice, 1971)